# Numididae
Las pintadas (Numididae), también conocidas como gallinas de Guinea o gallinetas, son un clado de aves Galliformes. Son aves africanas que se alimentan de insectos y semillas, presentan una cabeza sin plumas y un plumaje gris adornado con lentejuelas. Son monógamos, emparejándose de por vida y anidan en la tierra. Algunas clasificaciones la consideran una subfamilia de la familia Phasianidae.
Un linaje Telecrex fósil del Eoceno se ha asociado con gallinas de Guinea; Telecrex habitaba en Mongolia, y puede haber dado origen a los más antiguos de los verdaderos faisánidos, como el faisán de sangre y el faisán de orejas, que evolucionó en especies de gran altitud, adaptadas a la montaña con el surgimiento de la meseta tibetana. Si bien las especies de gallinas de Guinea modernas son endémicas de África, las gallinas de Guinea con casco han sido introducidas como un ave domesticada en otros lugares.

## Historia
La principal gallina de Guinea doméstica Numida meleagris es uno de los muchos animales que los antiguos egipcios intentaron domesticar. El ave aparece a veces en relieves, frescos y pinturas egipcias que representan escenas de corral y caza.
Importada de la antigua Numidia por los griegos y romanos, que la utilizaban como ofrenda a los dioses y la criaban en corral, En la Edad Media, se la conocía como Beç tavuğu o gallina india en el Imperio Otomano (que en aquella época abarcaba el norte de África, el sureste de Europa y el Próximo Oriente).
Después, los venecianos trajeron algunas  «gallina del Faraón» y «gallina de Guinea» a Europa Occidental. Fue introducida en el siglo V en Francia, que fue el primer país occidental en seleccionar pintadas para la cría, convirtiéndose en 2010 en el primer productor mundial con sus regiones de cría de Pays de la Loire, Gran Suroeste francés, Rhône-Alpes y Región Central.
El nombre de Meleagris que le atribuye Aristóteles procede del hecho de que, en la mitología griega, la pintada es el resultado de la metamorfosis de las hermanas de Meleagro en aves. Según esta leyenda, Artemisa, diosa de la caza, transformó a sus hermanas en pintadas tras la muerte de su hermano Meleagro, rey de Calidón, para aliviar su dolor. A pesar de sus esfuerzos, su llanto constante dejó pequeñas manchas blancas en su plumaje gris.

## Rasgos
Las pintadas tienen la forma típica que tienen en común todas las aves gallináceas: tienen un cuerpo rechoncho, alas cortas, patas fuertes y una cabeza pequeña. La cola también suele ser corta para los pollos (excepción: Pintada vulturina). El tamaño varía de 40 cm (género Agelastes) a 72 cm (Pintada vulturina), peso de 700 a 1650 g.
El plumaje de la gallina de Guinea es de color negro o gris. Solo la Pintada vulturina tiene la parte inferior azul, la pintada de pecho blanco tiene el pecho blanco puro. El dibujo del plumaje, que está cubierto de finos puntos blancos excepto en el género Agelastes, le da su nombre. La cabeza y el cuello siempre están desprovistos de plumas, la piel desnuda de estas partes suele ser muy colorida y puede estar cubierta de bolsas en la garganta, verrugas, crestas óseas o mechones.
El pico de la pintada es corto y curvado hacia abajo. A veces tiene un leve parecido con el pico de una rapaz, especialmente en la Pintada vulturina. El poderoso pico se usa para cavar en el suelo. Los pies con garras tienen el mismo propósito. El pie de gallina de Guinea es anisodáctilo. Al igual que los faisanes, las especies del género Agelastes llevan espolones en las patas, uno a dos por pata en el macho y de ninguno a uno en la hembra. La Pintada vulturina tiene protuberancias que probablemente sean esporas en regresión.
No hay dimorfismo sexual visible en el campo, como máximo los machos son un poco más grandes que las hembras.

## Modo de vida

### Actividad
Las pintadas son habitantes diurnos del suelo, mostrando la mayor actividad a primera hora de la mañana y al atardecer, mientras que descansan por la noche y durante el calor del mediodía. Los árboles sirven como lugares de descanso.
Fuera de la época de cría, las pintadas viven en grupos sociales. Estos grupos son bastante estables en su composición. Aunque se separan todos los años durante la época de cría, los mismos individuos vuelven a reunirse tras el final de la temporada de cría. El tamaño de las bandadas suele ser inferior a 10 aves por grupo en las especies que viven en el bosque, hasta 40 en las que viven en la sabana, y en casos excepcionales incluso hasta 200. 
Los rebaños no defienden territorios fijos. Sin embargo, en el caso de la pintada de pecho blanco, el encuentro de dos grupos puede desencadenar un comportamiento agresivo e incluso peleas. En cambio, diferentes grupos de la pava de casco también se reúnen en la misma charca y son compatibles entre sí.

### Alimento
Siendo aves omnívoras, las pintadas se alimentan por igual de material vegetal y animal. Las partes de las plantas que se comen son las raíces, las semillas, los frutos, las hojas y las flores, mientras que los animales que se comen son principalmente insectos, arácnidos y milpiés. Los pequeños vertebrados sólo son presas excepcionales. El alimento que predomina varía de una especie a otra. En las especies que viven en el bosque predominan claramente los insectos, en la pintada con casco la alimentación vegetal es igual de clara.
Las pintadas buscan comida corriendo y recogiendo lo que encuentran en su camino. Ocasionalmente también rascan el suelo para llegar a las raíces. Tanto sus patas como su pico les ayudan a hacerlo.
Se sabe que varias especies de gallinas de Guinea siguen a los monos para comer los restos de comida que dejan caer. La pintada de cresta redondeada lo hace permaneciendo cerca de varios monos arborícolas, y la pintada de casco suele pegarse a grupos de babuinos. Las pintadas también siguen ocasionalmente a otros mamíferos para atrapar insectos asustados o comida despreciada.

### Crianza
Las parejas se separan de los grupos durante la temporada de cría. A veces la formación de la pareja viene precedida de peleas entre machos rivales. Las parejas son estacionalmente monógamas.
El nido es un hueco en el suelo, que a lo sumo está acolchado con hojas o hierba. Una nidada consta de 4 a 19 huevos. Sólo la hembra empolla, pero el macho permanece cerca del nido. La cría dura de 23 a 28 días. Como todas las aves gallináceas, las crías son volantones de nido. Se alimentan inmediatamente, pero siguen dependiendo de la compañía de los padres. Ambos padres vigilan y defienden a las crías; la participación del macho en esta tarea es una rara excepción entre las aves de corral. Entre los depredadores de las pintadas jóvenes se encuentran principalmente los monos, las gineta, los cuervos y los halcones.

## Distribución y hábitat
Las pintadas habitan en toda África subsahariana. Algunas especies habitan en casi toda la zona, mientras que otras se limitan a una parte de ella, como el pavo de cresta lisa que habita en la parte occidental de África central y el pavo carroñero que habita en el noreste de África. Habitan en su mayoría en hábitats semiabiertos como sabanas o semidesiertos, mientras que algunas especies como el urogallo habitan predominantemente en bosques.
La pintada de Egipto fue trasladada a Europa, África Oriental, Antillas, Estados Unidos, Gran Bretaña e India, donde se cría como animal doméstico.
Las especies sobre las que se conoce información suelen ser monógamas, compañeras de por vida o monógamas en serie; sin embargo, se han observado excepciones ocasionales en el caso de los pavos con casco y los pavos emplumados de Kenia, de los que se ha informado que son polígamos en cautiverio. Todos los pavos son sociables y generalmente viven en pequeños grupos o grandes bandadas. Aunque monógamas, las especies de los géneros menos derivados Guttera, Agelastes y Acrylium tienden hacia la poliandria social, rasgo que comparte con otros galliformes primitivos como la perdiz crestada (Perdiz crestada) y el Pavo real del Congo.
Las pintadas viajan detrás de manadas de animales y debajo de grupos de monos, donde se alimentan de estiércol y objetos que han caído al suelo desde el dosel. Desempeñan un papel clave en el control de garrapatas, moscas, saltamontes, escorpiones y otros invertebrados. Arrancan gusanos de los cadáveres y del estiércol.

## Producción y consumo
La producción mundial de carne de pintada es relativamente modesta en comparación con otras carnes de aves, como el pollo, el pavo o el pato. Las pintadas se crían principalmente en África, con algo de producción en Europa, el Medio Oriente y algunas partes de Asia. Sin embargo, las cifras exactas y actualizadas sobre el volumen de producción mundial son difíciles de determinar debido a la escala limitada de la industria.
Según estimaciones de diversas fuentes agrícolas y de producción de alimentos, la producción mundial de carne de pintada se encuentra probablemente en un rango de 100,000 a 150,000 toneladas métricas anuales. Los principales productores de carne de pintada incluyen países de África, especialmente Nigeria, Camerún y Sudáfrica, así como operaciones de pequeña escala en Europa (especialmente en Francia) y otras regiones. Dado que la carne de pintada no se produce a la misma escala industrial que otras aves comunes, gran parte de la producción se lleva a cabo en mercados locales más pequeños, con un comercio internacional limitado.
Según los datos de la Organización de las Naciones Unidas para la Agricultura y la Alimentación (FAO), la producción mundial de carne de pintada ha fluctuado en los últimos años, pero sigue siendo un sector relativamente pequeño dentro de la industria avícola global. La FAO estima que la producción de carne de pintada podría estar más cerca de 100,000 toneladas métricas al año, con los principales volúmenes concentrados en África Subsahariana y algunas pequeñas cantidades en Europa.
La carne de gallina de Guinea es húmeda, más firme y magra que la carne de pollo y posee un sabor elvemente salvaje. Posee un poco más de proteínas que la carne de pollo o de pavo la mitad de grasa que el pollo y un poco menos de energía alimenticia por gramo. Los huevos son bastante más nutritivos que los de gallina común.

## Relación con el hombre

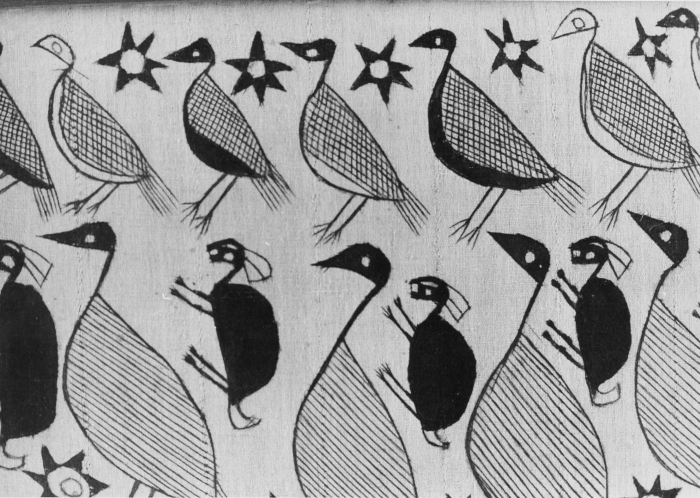
Textil africano con motivo de "pintadas".

En toda África, la gallina de Guinea siempre ha servido como fuente de carne y, en ocasiones, sus plumas se han utilizado como decoración. Lo más importante es que las gallinas de Guinea estuvieron entre las primeras aves domesticadas por los humanos. La domesticación probablemente comenzó en Egipto, donde la pintada con casco aparentemente todavía existía en estado salvaje durante la antigüedad temprana. Las pintadas domésticas parecen haber existido ya en el Reino Antiguo. Los fenicios y los griegos también criaban gallinas de Guinea, incluso antes de que el pollo doméstico se conociera en Europa. En el Imperio Romano, la gallina de Guinea era un manjar popular, pero después del final del período romano, la gallina de Guinea domesticada desapareció.
La pintada con casco es la forma ancestral de la pintada doméstica.
Después de que los portugueses trajeran la gallina de Guinea desde África occidental en los siglos XV y XVI, la domesticación tuvo lugar por segunda vez. Hoy en día, las pintadas se crían en todo el mundo, pero su importancia está muy por detrás de la de los pollos o pavos domésticos.
Especialmente en Sudáfrica, la pintada con casco es temida y cazada como plaga agrícola. Sin embargo, la relación entre daño y beneficio aún no está clara, es decir, si destruir insectos en los campos representa un beneficio mayor que comer partes de plantas al mismo tiempo es perjudicial.
La pintada común (Numida meleagris) ha sido domesticada y se ha introducido fuera de su distribución geográfica natural, por ejemplo en el sur de Francia y el Sudeste Asiático.
El día 25 del mes de messidor (des moissons)' del calendario republicano / revolucionario francés se denomina día de la pintada, normalmente cada 13 de julio del calendario gregoriano. El textil africano (korhogo) que presenta un diseño con gallinas de Guinea o con pequeños motivos blancos sobre fondo negro recibe el apodo de «pintade». El escritor Jules Renard la describió como "el jorobado de la corte con la cabeza calva y la cola baja" que "sólo sueña con llagas a causa de su joroba".

## Taxonomía y sistemática
Esta es una lista de especies de gallinas de Guinea, presentada en orden taxonómico.
| Subfamilia  | Imagen | Género                    | Especies vivas                                                                |
| ----------- | ------ | ------------------------- | ----------------------------------------------------------------------------- |
| Agelastinae |        | Agelastes Bonaparte, 1850 | - Pintada pechiblanca, Agelastes meleagrides - Pintada negra, Agelastes niger |
| Agelastinae |        | Acryllium G.R. Gray, 1840 | - Pintada vulturina, Acryllium vulturinum                                     |
| Numidinae   |        | Numida Linnaeus, 1764     | - Pintada común, Numida meleagris                                             |
| Numidinae   |        | Guttera Wagler, 1832      | - Pintada plumífera, Guttera plumifera - Pintada moñuda, Guttera pucherani    |

## Especies
La familia Numididae incluye seis especies repartidas en cuatro géneros: Es cladograma está basado en un estudio de De Chen y colaboradores publicado en 2021.
- Pintada vulturina, Acryllium vulturinum (Hardwicke, 1834)
- Pintada pechiblanca, Agelastes meleagrides Bonaparte, 1850
- Pintada negra Agelastes niger (Cassin, 1857)
- Pintada plumífera, Guttera plumifera (Cassin, 1857)
- Pintada moñuda, Guttera pucherani (Hartlaub, 1861)
- Pintada común, Numida meleagris (Linnaeus, 1758)